# Kot sokoke
Kot Sokoke – rasa kota.

## Historia
Kot Sokoke (kot leśny sokoke) wywodzi z Afryki Wschodniej, gdzie zamieszkuje lasy deszczowe Kenii. Niewiele wiadomo o jego przodkach i jego pochodzeniu.
Udokumentowane pochodzenie tej rasy rozpoczyna się od 1978. Początek rasie dały trzy kocięta znalezione przez panią Jeni Slater na jej plantacji orzechów kokosowych. Skojarzone z czarnym kotem domowym dały początek kotom Sokoke hodowanym w niewielu domach w Europie. Pozyskiwanie nowych egzemplarzy ze środowiska naturalnego jest prawie niemożliwe ze względu na opiekę plemion i czczenie kota jako bóstwa.
Do Europy rasa dotarła w połowie lat 80. (pani Gloria Moeldrup sprowadziła do Danii jedną parę hodowlaną) i dzisiaj hodowana jest głównie w krajach Skandynawii. Nazwą rasy pochodzi od kenijskiej prowincji Sokoke - miejsca pochodzenia rasy. W Ameryce rasa ta prawie nie jest znana i uznawana przez organizacje hodowlane.
Po raz pierwszy zostały pokazane w 1984 roku w Kopenhadze. W 1990 pani Gloria Moeldrup sprowadziła jeszcze trzy sztuki. W 1992 zostało przedstawionych sędziom Fédération Internationale Féline 19 kotów Sokoke w pięciu pokoleniach. Rasa została uznana w 1993. W 1997 było ich około 20 w Danii, jeden we Włoszech i trzy w Holandii. 

## Wygląd
Sokoke są kotami średniej wielkości o długich i dobrze umięśnionych łapkach, przy czym tylne są nieco dłuższe od przednich. Głowę ma trójkątną, lekko spłaszczoną z szerokim prostym nosem. Zaokrąglone na końcach uszy są średniej wielkości i posiadają pędzelki włosów. Szeroko rozstawione duże oczy o kształcie migdałów są w kolorach od bursztynowego do zielonego. Sierść jest bardzo krótka, błyszcząca, ściśle przylegająca, w zasadzie bez podszycia we wszystkich odcieniach z czarnym pręgowaniem. Są porównywane do ocelotów. 

## Charakter
Koty tej rasy są przyjacielskie, szukające kontaktu z człowiekiem. Miauczą po cichu, ale często i chętnie. Są kotami, które mają charakter psa. Przypisywane im psie cechy wyrażają się najbardziej w przywiązaniu do właściciela.
Jak podają właściciele potrafią polować gromadnie porozumiewając się cichym miauczeniem. Niektórzy przypisują im również polowania z podziałem na role w czasie ataku. Z natury towarzyski sokoke dobrze dogaduje się z innymi kotami i pozostałymi zwierzętami domowymi. Jest pełen energii i lubi się bawić, natomiast nie znosi być na długo pozostawiany w samotności.